# Frédéric Bielmann
Frédéric Bielmann, né le 30 janvier 1801 à Montagny (originaire de Fribourg) et mort le 4 juin 1865 à Fribourg, est une personnalité politique du canton de Fribourg, en Suisse, membre du Parti radical-démocratique.
Il est membre du Conseil d'État de 1850 à juin 1857, à la tête de la Direction des travaux publics.

## Sources
- Georges Andrey, John Clerc, Jean-Pierre Dorand et Nicolas Gex, Le Conseil d’État fribourgeois : 1848-2011 : son histoire, son organisation, ses membres, Fribourg, Éditions La Sarine, 2012, 143 p. (ISBN 978-2-88355-153-4, lire en ligne), p. 34-35
- J.-P. Bielmann, Christus: la vie quotidienne d'une famille de paysans fribourgeois sous l'Ancien Régime, CRIBBLE, 2007 (ISBN 978-2-9528634-0-7)
- J.-P. Bielmann, Les Bielmann du canton de Fribourg, CRIBBLE, 2017  (ISBN 978-2-9528634-1-4)